# Sa Pusod ng Dagat
Sa Pusod ng Dagat é um filme de drama filipino de 1998 dirigido e escrito por Marilou Diaz-Abaya. Foi selecionado como representante das Filipinas à edição do Oscar 1999, organizada pela Academia de Artes e Ciências Cinematográficas.

## Elenco
- Jomari Yllana
- Chin Chin Gutierrez
- Elizabeth Oropesa